# Angela Pagano
Angela Pagano (Nápoles, 1 de abril de 1937-Nápoles, 6 de julio de 2024) fue una actriz y cantante italiana. 

## Biografía
Nacida de  padre napolitano Guglielmo Pagano, tocaba bien la mandolina y ya a los ocho años, hermana de la cantante Marina Pagano. Ángela empezó a cantar acompañando al trío de ayuda de cámara creado por su padre. Posteriormente trabajará en una guantería. Como actriz su debut televisivo también se produjo en 1959. Galardonada por su interpretación en la obra: "Gente natural y arrogante", con el Premio Flaiano de Teatro en 2002.

## Televisión
- 1959, Fortuna con F mayúscula
- 1959, El Doctor Loco
- 1962, Sik-Sik, el hacedor de magia
- 1962, Filomena Marturano
- 1964, Caviar y lentejas de Scarnicci y Tarabusi

## Filmografía
- 1959, El sueño de una noche de resaca
- 1963, Él es adúltero, ella es adúltera
- 1968, Vacaciones en la Costa Esmeralda
- 1970, La semilla del hombre
- 2004, Pimientos rellenos y pescado en la cara
- 2006, Assunta Spina, película para televisión.
- 2007, El escondite
- 2010, Maldita miseria
- 2017, Nápoles velada
- 2021, Como un gato en la circunvalación
- 2022, Doc
- 2024, Caracas

## Discografía
- 1973, Suela de Jesse
- 1975, Te lo diré
- 1985, Mi vida